# Миротворец (сайт)
«Миротво́рец» (укр. Миротворець) — украинский интернет-сайт, созданный в августе 2014 года по инициативе Антона Геращенко, бывшего в то время внештатным советником министра внутренних дел Украины. Сайт позиционирует себя как «интернет-представительство Центра исследований преступлений против основ национальной безопасности Украины, мира, безопасности граждан».
Сайт публикует личные данные воевавших на стороне сепаратистов или поддерживавших контролируемые РФ ДНР и ЛНР, посещавших аннексированный Крым, работавших на оккупированной украинской территории журналистов.
Получил широкую известность после убийства Олеся Бузины и Олега Калашникова, чьи личные данные, включая адреса, были опубликованы на данном ресурсе.
Среди партнёров сайта с момента открытия и вплоть до 13 мая 2016 года числились МВД Украины, СБУ и другие силовые ведомственные структуры страны.
Несмотря на то, что сбор и публикация личных данных без согласия человека противоречат украинскому законодательству и международным правовым нормам, а сам сайт регулярно фигурировал в скандалах с разглашением персональных данных, он продолжал функционировать. 10 мая 2016 года были опубликованы персональные данные журналистов, среди которых оказались репортёры мировых СМИ, таких как AFP, Al Jazeera, Le Monde, BBC, Reuters, Forbes. Разразился громкий скандал, получивший широкий резонанс за пределами Украины; мировая правовая общественность высказалась за запрет публикации их личных данных. Уполномоченная Верховной Рады Украины по правам человека Валерия Лутковская выступила с заявлением, что сайт нарушает права человека и должен быть закрыт.

## История и цели создания

Эмблема центра «Миротворец» (использовалась с 2014 по 2022 год)

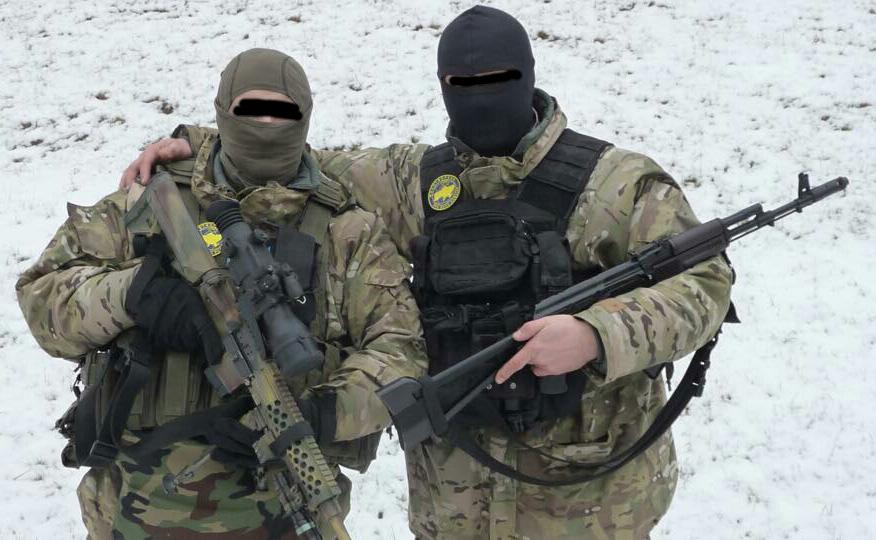
Сотрудники Центра «Миротворец» или сотрудники сводных групп спецназа, в подготовке которых принимал участие Центр «Миротворец». Февраль 2015 года

Изначально информация для сайта о «7500 террористах, сепаратистах и их сообщниках» собиралась группой волонтёров «Народный тыл» под руководством Георгия Туки. По данным на 9 января 2015 года, сайт содержал уже более 9000 записей.
Сайт был основан с подачи сотрудника главного управления разведки Министерства обороны Украины Эдуарда Матюхи, который с 2014 по 2019 год находился на контролируемой ДНР территории и был «народным мэром» Горловки. Он и стал первым человеком, попавшим в список сайта с характеристикой «пособник боевиков и народный мэр», что по его словам сделало меня героем на две республики и стало хорошей рекомендацией для депутатов Госдумы РФ.
Советник министра внутренних дел Украины Антон Геращенко заявлял, что сайт используют МВД, СБУ, разведка и пограничная служба для сбора информации по открытию уголовных дел и получения решения суда о задержании и аресте пророссийски настроенных противников нынешней власти на территории Украины, а также сторонников и членов формирований ДНР и ЛНР и попросил «сознательных граждан» сообщать данные о «террористах» на почту сайта. Данные из реестра рекомендуют использовать при проверках на блокпостах зоны антитеррористической операции. По словам Геращенко, данные собираются также из открытых источников.
Относительно возможной критики о нарушении закона о персональных данных Геращенко заявил, что в данном случае персональные данные позволяет разглашать статья 17 Конституции Украины «о защите суверенитета и территориальной целостности».
На март 2021 года в базе «Миротворца» находилось около 240 тысяч анкет, из которых 56 тысяч относились к «боевикам незаконных вооруженных формирований», 75 тысяч являются гражданами России.
С 24 апреля 2018 года официальным спикером сайта является журналист Никита Кувиков, также известный как пранкер под псевдонимом «Евгений Вольнов».

### Персональные данные Олеся Бузины и Олега Калашникова
Ряд СМИ обратил внимание, что на сайте накануне убийств бывшего депутата от Партии регионов Олега Калашникова и журналиста и писателя Олеся Бузины были размещены их личные данные (включая адрес). Об угрозах, начавшихся после размещения на ресурсе личных данных, сообщал Калашников. После убийства Калашникова и Бузины в официальном твиттер-аккаунте сайта появилось два сообщения об «успешном выполнении боевого задания агентом „404“».
Позднее на сайте был представлен отчёт об операции «Разводной ключ». В ходе этой операции были перехвачены несколько сотен тысяч евро и военное снаряжение, собранные для нужд самопровозглашённой ДНР в ЕС и США. По словам администрации сайта, все деньги и снаряжение были переданы для нужд украинской армии. Также в ходе операции отслеживалась оперативная информация о действиях сепаратистов ДНР в районе Славянска и Краматорска.

### Публикация личных данных российских военных, участвующих в операции в Сирии
6 октября 2015 года Антон Геращенко призвал пользователей сайта размещать «все известные данные» о российских военных, участвующих в операции в Сирии, отметив, что этого будет достаточно, чтобы ИГИЛ расправилось с ними по законам шариата. 7 октября Следственный комитет РФ возбудил в отношении Геращенко уголовное дело по статье 205.2 УК РФ (публичные призывы к осуществлению террористической деятельности или публичное оправдание терроризма) после публикации на портале личных данных российских пилотов, воюющих в Сирии. 8 октября сайт опубликовал список из десяти россиян, которые, по утверждению публикаторов, принимают участие в операции в Сирии. 15 октября пресс-секретарь президента России Дмитрий Песков заявил по этому поводу, что Россия предпримет все необходимые меры для защиты своих военнослужащих.

### Публикация персональных данных журналистов, работавших в Донбассе
В начале мая 2016 года Антон Геращенко анонсировал «слив» персональных данных журналистов: «На днях группа украинских хакеров, объединённых в сообщества вокруг проекта „Миротворец“, сделала подарок ко „Дню Победобесия“ в ЛНР и ДНР… В ближайшее время на сайте Миротворец будут опубликованы полные данные об украинских и иностранных журналистах, прошедших „аккредитацию“ в ДНР. Таких — более 7 тысяч». В итоге на сайте были опубликованы персональные данные 8 тысяч журналистов, аккредитованных в сепаратистских республиках
10 мая 2016 года журналистка Громадского ТВ Анастасия Станко отметила, что 7 мая 2016 года на сайте «Миротворец» были опубликованы «телефоны, адреса лучших журналистов со всего мира всех рейтинговых медиа, которые были в разные времена аккредитованы в ДНР и рисковали жизнью, и пытались рассказать, что происходило по ту сторону». После раскрытия личных данных журналисты заявили, что им начали «звонить и писать с угрозами, а от некоторых украинских политиков уже прозвучали призывы считать этих журналистов „врагами Украины“ и вообще закрыть им возможность работать». По мнению украинского издания УНИАН, «из-за „слива“ персональных данных журналистов назревает международный скандал». А журналистка «Голоса Америки» Мирослава Гонгадзе дала понять, что Комитет защиты журналистов в Нью-Йорке готовит по этому поводу заявление. Ранее при публикации персональных данных русских репортеров и украинского журналиста Олеся Бузины уголовные дела возбуждены не были. Однако на этот раз прокуратуре Киева пришлось открыть уголовное производство по факту обнародования в интернете личных данных иностранных журналистов.
Между тем, данные остались в свободном доступе. На следующий день посол Европы Ян Томбинский попросил украинскую власть скрыть данные журналистов из общего доступа. По его мнению, раскрытие личных данных нарушает международные нормы и законодательство Украины. После игнорирования запроса посла уполномоченная Верховной Рады Украины по правам человека Валерия Лутковская обратилась в СБУ с запросом о прекращении распространения персональных данных на сайте «Миротворец». Она также потребовала полностью заблокировать доступ к сайту на территории Украины. Её запрос был проигнорирован.
К этому моменту глава отдела по вопросам безопасности и прав человека Международной федерации журналистов Эрнест Сагага на страницах Deutsche Welle рассказал, что Международная федерация журналистов обратилась к генсеку Совета Европы Турбьерну Ягланду с просьбой вмешаться в ситуацию с обнародованием данных журналистов на украинском сайте «Миротворец».
Реакция сайта «Миротворец» была обратной, он пообещал предать дополнительной огласке имена журналистов, награждённых в ДНР. На сайте было опубликовано сообщение: «В ближайшее время центр „Миротворец“ опубликует очередной список аккредитованных террористической организацией „ДНР“ журналистов, награждённых пророссийскими боевиками по случаю годовщины т. н. республики».
Под напором международных правовых организаций, на которых надавили журналисты, на сайте было опубликовано сообщение, что он «закроется под именем „Миротворец“ из-за реакции В. Лутковской, а также вечно обеспокоенного и озабоченного Евросоюза, а также антиукраински настроенных журналистов Украины во главе с заместителем министра информационной политики Украины Т. Поповой». Создатели сайта архивируют личные данные и планируют выложить их на других сайтах в свободный доступ, чтобы каждый желающий смог получить личные данные лиц локально на своих компьютерах. Советник главы МВД Зорян Шкиряк анонсировал политику продолжения разглашения личных данных и планируемое создание новых сайтов наподобие «Миротворца».
Несмотря на сообщение о закрытии, сайт остался доступен (с изменением главной страницы и сокращением функциональности). 13 мая 2016 года с сайта также были удалены ссылки (имевшиеся с 2014 года) на партнёрство с МВД Украины, СБУ и другими силовыми ведомственными структурами страны.
16 мая 2016 года Геращенко обратился к министру внутренних дел, генеральному прокурору и главе СБУ и потребовал «закрыть дело против волонтёров».
17 мая 2017 года Национальный банк Украины разослал в украинские банковские ассоциации официальное письмо «О перечне информационных ресурсов для поиска информации и её анализа», в котором рекомендовал использовать базу данных сайта «Миротворец» с целью «противодействия легализации доходов, полученных преступным путём, финансированию терроризма и распространению оружия массового поражения».

## Расположение сайта
Сайт «Миротворец» зарегистрирован в Канаде. Сервер представляется как NATO HPWS/2.1, при сканировании с 6 по 22 апреля 2015 выдавал адрес psb4ukr.nato.int в качестве обратного доменного имени, то есть поддомен официального сайта военного блока НАТО, при этом головной домен НАТО nato.int о нём ничего не знает. Запись PTR, предоставляемая в качестве ответа на обратный запрос DNS, обычно указывает на некоторое местоположение сайта в пространстве доменных имён. Запись PTR вносят в мастер-файл определения зон DNS zone file при настройке системы домена. Таким образом, создатели сайта специально имитировали привязку к НАТО.
В ответ на решение Октябрьского районного суда Петербурга о блокировке доступа к украинскому сайту «Миротворец» по доменному имени myrotvorets.center было зарегистрировано ещё одно доменное имя для зеркала сайта — PSB4UKR.NET.
7 августа 2016 года стало известно имя владельца сайта — Оксана Сергеевна Тинько. Журналист Алексей Романов, который открыл имя владельца сайта, на котором раскрывались персональные данные тысяч людей, получил угрозы жизни сразу после раскрытия личных данных владельца сайта.

## Реакция
Бывшая уполномоченная Верховной рады по правам человека Валерия Лутковская направила в СБУ и МВД запрос о наказании лиц, причастных к публикации персональных данных на сайте «Миротворец» и блокировании ресурса в соответствии со статьей 23 закона «О защите персональных данных». В ответ советник главы МВД А. Геращенко пригрозил Лутковской отставкой и заявил, что работа сайта «чрезвычайно важна для национальной безопасности Украины и тот, кто этого не понимает или пытается мешать этой работе — сам является или марионеткой в чужих руках, или работает против интересов национальной безопасности», а информация собирается «исключительно из открытых источников — социальных сетей, блогов, интернет справочников, новостных лент». Позднее Служба безопасности Украины распространила официальное заявление о том, что не усматривает нарушений украинского законодательства в деятельности сайта «Миротворец».
Бывший заместитель министра информационной политики Татьяна Попова обвинила в давлении на журналистов депутатов Верховной рады от «Народного фронта» А. Геращенко, Андрея Тетерука и Дмитрия Тымчука в связи с критикой публикации на сайте «Миротворец» данных журналистов. Попова заявила: «Началась кампания по раскачке ненависти к журналистам и ко мне, угрозы. Мы подавали заявления в полицию, безрезультатно. Затем было заклеивание стекла в авто Радио «Свобода», когда они снимали у МВД. Такие вещи не позволяют мне оставаться».
15 ноября 2018 года Министерство иностранных дел Германии осудило включение экс-канцлера ФРГ Герхарда Шрёдера в базу данных украинского сайта «Миротворец» и потребовало от властей Украины добиться закрытия интернет-ресурса.
В октябре 2019 года мониторинговая комиссия ООН по правам человека призвала Верховную Раду инициировать закрытие «Миротворца» из-за размещения на нём персональных данных людей и тем самым создания угрозы их безопасности. Спикер Дмитрий Разумков в ответ заявил, что парламент не имеет полномочий инициировать закрытие интернет-ресурсов, также призвав украинские медиа и сайты действовать в рамках закона.
11 февраля 2021 года Европейский парламент призвал Украину «резко осудить и запретить деятельность экстремистского и разжигающего ненависть сайта "Миротворец", который создаёт напряжение в обществе и злоупотребляет персональными данными сотен людей, включая журналистов, политиков и членов групп меньшинств».
По словам  Александра Поворознюка, сайт «Миротворец» занимается шантажом. Об этом он сказал так: «Вы знаете, я неординарный человек. Я молчать не буду и дам точный и жесткий ответ. Ко мне позвонил хозяин сайта и говорит: тут на вас информацию хотят слить, вы же понимаете, мы на рекламе живем, Гордон дает 500 $,а если заплатите больше, то публиковать не будем» и «Что такое сегодня Миротворец? Это уже не тот сайт, который был в 2014 году. Сейчас за бабулеты все вносится и выносится. Я точно платить бабки не буду за то, чтобы вынести все. Обращаюсь к генеральному прокурору, министру внутренних дел, к СБУ. Проверьте факты, на основе которых я был внесен в этот сайт и дайте ответ народу. Уверен, что кто-то за это ответит».

## Аналоги в других странах
Аналогичную базу украинского «Миротворца» запустили в Литве в 2018 году как проект по борьбе с российской пропагандой под названием «Ватникас». Проект публикует данные людей, которые распространяют дезинформацию, пытаются разобщить жителей республики, «возвышают политику Советского Союза» и Кремля и «принижают членство Литвы в НАТО».
В 2019 году, после разгона протестов в Москве, в России были созданы проекты «Сканер» и «Русский слон». Цель проектов — деанонимизация сотрудников полиции и Росгвардии, участвовавших в подавлении протестов и избиениях людей.
Во время массовых демонстраций в Ереване некоторое время работал сайт, подобный «Миротворцу», где публиковались личные данные политиков, выступавших на стороне пытавшегося остаться у власти премьер-министра Армении Сержа Саргсяна.
После подавления протестов в Беларуси в 2020 году созданы каналы «Nexta», «Каратели Беларуси» и «Черная книга Беларуси», выкладывающие в общий доступ личные данные сотрудников МВД и белорусских спецслужб.